# READING WORLD
『READING WORLD』（リーディング ワールド）は、日本の朗読劇作品。日本中の世界遺産、歴史的建造物などで人間の原初の表現方法のひとつ「声」の可能性に注目し、「最古で最新」のエンターテインメントの形を創出するプロジェクト。

## 概要
「日本の声優は世界に誇れる素晴らしい職業・文化であり、声優による表現をもっと広く、多くの方に届けたい」との想いから2020年より毎年開催されている「世界文化遺産下鴨神社朗読劇『鴨の音』」を前身に拡大したプロジェクトで、プロデューサーである春口秀之（Thanksgiving）と、池沢勝斗（青二プロダクション）がタッグを組み、陣頭指揮を執っている。題字は『ドラゴンボール』や『ゲゲゲの鬼太郎』などで知られる声優・野沢雅子が筆をふるった。

## 世界文化遺産 下鴨神社 鴨の音シリーズ

### 朗読劇「鴨の音」第一夜 『糺の風』（2020年）
上演日は2020年10月25日。会場は下鴨神社（賀茂御祖神社）。コロナ禍で存続が危ぶまれるエンタメを盛り上げる為、YouTube『DERAGAYA!channel』にてオリジナル朗読劇が上演された。本来は二日間の開催で、一日650席、二日間で1300席のチケット販売を予定していたが、新型コロナウイルスの影響により中止となったため、席の間隔を開けた200席分の招待席を確保した一日のみの無料ライブ配信に変更となった。そのため開催にあたってはクラウドファンディングが行われ、集まった資金はオンライン配信用の機材や設備費、舞台設営や運営に活用し、返礼品は下鴨神社での観覧招待券（限定150席）や、京都老舗の協力で実現したオリジナルの扇子や風呂敷、京都銘菓の詰め合わせなどが用意された。

#### キャスト
- 野沢雅子[5]
- 中井和哉[5]
- 沢城みゆき[5]
- 岸尾だいすけ[5]
- 皆口裕子[5]

#### スタッフ
- 脚本・演出 - 山下平祐[5]
- 主催 - 株式会社Bridal L、株式会社TNCブライダルサービス[5]
- 協力 - 青二プロダクション[5]

### 朗読劇「鴨の音」第二夜 『読還 -よみがえり- 』（2021年）
上演日は2021年10月16日 - 17日。会場は下鴨神社（賀茂御祖神社）。世界文化遺産の下鴨神社で行われる「朗読劇 鴨の音」シリーズの第2弾として上演された。Streaming+にて全公演の有料配信も行われた。

#### キャスト
- 野沢雅子[6]
- 岸尾だいすけ[6]
- 下野紘[6]
- 前野智昭[6]
- 島﨑信長[6]

#### スタッフ
- 脚本・演出 - 山下平祐[6]
- プロデューサー - 春口秀之[6]

### 朗読劇「鴨の音」第三夜 『相生の轍』（2022年）
上演日は2022年10月22日 - 23日。会場は下鴨神社（賀茂御祖神社）。エンディング曲は斉藤和義の「ずっと好きだった」が使用された。

#### キャスト
- 野沢雅子[8]
- 三木眞一郎[8]
- 置鮎龍太郎[8]
- 岸尾だいすけ[8]
- 小野大輔[8]
- 三木眞一郎 - 声の出演[9]
- 置鮎龍太郎 - 声の出演[9]
- 岸尾だいすけ - 声の出演[9]
- 小野大輔 - 声の出演[9]
- 野沢雅子 - 声の出演[9]

#### スタッフ
- 脚本・演出 - 山下平祐[8]
- プロデューサー - 春口秀之[8]
- 映像・写真 - キセキミチコ[8]
- デザイン - 合同会社LURA Design[8]
- 協力 - 般財団法人世界遺産下鴨神社崇敬会、青二プロダクション、株式会社81プロデュース[8]
- 主催 - 株式会社Thanksgiving[8]

### 朗読劇「鴨の音」第四夜『恋詠歌林』（2023年）
上演日は2023年10月21日 - 22日。会場は下鴨神社（賀茂御祖神社）。

#### キャスト
- 小野賢章[9]
- 佐倉綾音[9]
- 三石琴乃[9]
- 中井和哉[9]
- 野沢雅子 - 声の出演[11]
- 三木眞一郎 - 声の出演[11]
- 下野紘 - 声の出演[11]
- 小野大輔 - 声の出演[11]
- 皆口裕子 - 声の出演[11]
- 沢城みゆき - 声の出演[11]

#### スタッフ
- 脚本・演出 - 山下平祐[9]
- プロデューサー - 春口秀之[9]
- 協力 - 青二プロダクション[9]
- 主催 - 株式会社Thanksgiving[9]
- オープニング曲 - 藤井フミヤ「Pink Champagne (Instrumental)」[11]
- エンディング曲 - 藤井フミヤ「君に会えてよかった（2012 album version）」[11]

### 朗読劇「鴨の音」第五夜『浅黄の桜』（2024年）
上演日は2024年10月26日 - 27日。会場は下鴨神社（賀茂御祖神社）。

#### キャスト
- 中井和哉[11]
- 下野紘[11]
- 銀河万丈[11]
- 上田麗奈[11]
- 野沢雅子 - 声の出演[11]
- 皆口裕子 - 声の出演[11]
- 三木眞一郎 - 声の出演[11]
- 岸尾だいすけ - 声の出演[11]
- 小野大輔 - 声の出演[11]
- 島﨑信長 - 声の出演[11]
- 佐倉綾音 - 声の出演[11]

#### スタッフ
- 脚本 - 灯敦生[11]
- 演出 - 岡本昌也（AOI biotope）[11]
- プロデューサー - 春口秀之[11]
- 協力 - 青二プロダクション、文化放送、京都市[11]
- 主催 - 株式会社Thanksgiving[11]
- オープニング曲 - JUDE「Brown Bunny」[11]
- エンディング曲 - JUDE 「宇宙的迷子」[11]

## ユネスコ世界記憶遺産シリーズ

### 朗読劇 舞鶴への⽣還 『約束の果て』（2024年）
上演日は2024年8月10日 - 11日。会場は舞鶴市総合文化会館。第二次世界大戦の最後の引揚港である舞鶴港を有している舞鶴市を舞台に、先行き不透明な時代のなか「平和の尊さ、平和への祈り」を届けた。なお本公演に出演予定であった古谷徹は不倫騒動により降板となった。

#### キャスト
- 緑川光[12]
- 佐久間大介（Snow Man）[12]
- 下野紘 ※8月10日のみ出演[12]
- 岡本信彦 ※8月11日のみ出演[12]
- 岸尾だいすけ[12]
- 佐倉綾音[12]
- 井上麻里奈[12]
- フルート奏者：鎌田邦裕[12]
- 他：伊藤アルフ、ジョニー高山、赤山一真、梅沢寿希弥、梅澤貴大、大我直輝、尾高慶安、橘内良平、木目田俊、黒田ひろき、佐分祐佳子、島犬、高木尋、中西雷人、新谷美奈、長谷川天音、長谷川禄、深澤宏允、松野孔洋、無着陽平、山下歩、横山冬悟、涼賀あかり、林藤さちこ[12]

#### スタッフ
- 脚本 - 山下平祐[12]
- 演出 - 松野太紀、藤原珠恵[12]
- 舞台監督 - 高江ヒデユキ[12]
- 音響 - 中野忠義（共立）[12]
- 照明 - 赤田智宏（ALOP）[12]
- 音楽 - ベアグラウンド[12]
- 制作 - 小林信介（ジ・ズー）、高橋聡史（アクアファクトリー）、菊地晃子、堀井美香[12]
- スペシャルアドバイザー - 照屋秀吾[12]
- スチール - 神谷智次郎写真事務所[12]
- デザイン - 柘雄介（GRAFIGHTER）[12]
- 撮影協力 - かき小屋 鶴昇丸[12]
- 取材・文 - 大滝知里（ステージナタリー）[12]
- ヘアメイク - 氏川千尋、宮本春花、紀本静香、小田桐由香里、福田まい、高見佳妃、三井朱莉、北脇茉梨子、山下由理香[12]
- 衣装 - 村井素良、安倍拓志、楢島由佳、大塚明日香[12]
- 後援 - 舞鶴市、文化放送[12]
- 協力 - 舞鶴引揚記念館、青二プロダクション、セブンネットショッピング[12]
- 協賛 - 志摩機械株式会社、日本海精錬株式会社、料理旅館 霞月、京都交通株式会社、株式会社ホリグチ[12]
- 企画協力 - 中馬一登、山本貴紀[12]
- プロデューサー - 春口秀之、池沢勝斗[12]
- 企画・主催 - 株式会社Thanksgiving[12]

### 朗読劇 舞鶴への生還 『約束の鎮魂歌』（2025年）
上演日は2025年8月2日 - 4日。会場は舞鶴市総合文化会館。演出は朗読劇「君の膵臓をたべたい」を担当した保科由里子、脚本はYOASOBIの楽曲をモチーフとしたオーディオドラマ「夜に駆ける」を手掛けた静森夕が担当する。

#### キャスト
- 緑川光[15]
- 佐久間大介（Snow Man）[15]
- 岡本信彦[15]
- 佐倉綾音[15]
- 下野紘 ※8月2日のみ[15]
- 豊永利行 ※8月3日・4日のみ[15]
- 岸尾だいすけ[15]
- 井上麻里奈[15]
- 他：尾高慶安、桜谷理子、清水健佑、高木尋、長谷川天音、藤澤奨、三野雄大、林藤さちこ[15]
- フルート奏者：谷口杏（海上自衛隊舞鶴音楽隊）[15]
- オーボエ / コールアングレ奏者：若井祐志（海上自衛隊舞鶴音楽隊）[15]
- クラリネット奏者：雨宮沙弥香（海上自衛隊舞鶴音楽隊）[15]
- ファゴット奏者：寺田柚（海上自衛隊舞鶴音楽隊）[15]
- ホルン奏者：友永寛樹（海上自衛隊舞鶴音楽隊）[15]
- ピアノ奏者：片山柊[15]
- ヴァイオリン奏者：功刀丈弘[15]
- チェロ奏者：三宅香織[15]

#### スタッフ
- 脚本 - 静森夕[15]
- 演出 - 保科由里子[15]
- 舞台監督 - 土居歩（7th FIELD）、木村篤（7th FIELD）[15]
- 音響 - 不破恵悟（株式会社COAL）、野村尚（株式会社破風）[15]
- 照明・照明演出 - 加藤夏樹（株式会社レイ・ステージ桑名）[15]
- 映像・映像演出 - 日比野剛士（株式会社アートエディット）、大内真一（株式会社ウチキカク）[15]
- 音楽 - 神達拳仁[15]
- 制作総指揮 - 小林信介（ジ・ズー）[15]
- 制作 - 堀井美香（サンクスギビング）、菊地晃子（ジ・ズー）、小石沢緒海（ジ・ズー）[15]
- 制作進行 - 髙橋聡史（アクアファクトリー）[15]
- 広報・宣伝 - 岡田拓郎（やるしかねーしか）[15]
- アドバイザ - 照屋秀吾[15]
- スチール - 神谷智次郎写真事務所[15]
- デザイン - 柘雄介（GRAFIGHTER）[15]
- 取材・文 - 大滝知里（ステージナタリー）[15]
- ヘアメイク - 紀本静香、宮本春花、NOBU（HAPP'S.）、福田まい（addmix B.G）、小田桐由加里（appetite）、HIBA、瓜本美鈴、高見佳妃、三井朱莉、北脇茉梨子、山下由里香、沼田瑠香[15]
- 衣装 - ゴウダアツコ、渡邊奈央（Creative GUILD）、大塚明日香（ALCATROCK）[15]
- 後援 - 舞鶴市[15]
- 協力 - 舞鶴引揚記念館、青二プロダクション、文化放送、セブンネットショッピング[15]
- 協賛 - 志摩機械株式会社、日本海精錬株式会社、料理旅館 霞月、京都交通株式会社、大起水産株式会社[15]
- 原案協力 - 西倉勝（平和記念展示資料館 語り部）[15]
- 企画協力 - 中馬一登、山本貴紀[15]
- プロデューサー - 春口秀之、池沢勝斗[15]
- 企画・主催 - 株式会社Thanksgiving[15]